# Танжариков Адільхан Єрланович
Адільхан Єрланович Танжариков (каз. Әділхан Ерланұлы Таңжарықов, нар. 25 листопада 1996, Актобе, Казахстан) — казахський футболіст, захисник клубу «Актобе».

## Ігрова кар'єра
Адільхан Танжариков народився у місті Актобе і є вихованцем місцевого клубу «Актобе». Та на дорослому рівні футболіст дебютував у клубі Першої ліги «Каспій» з Актау у 2016 році. Наступний сезон Танжариков провів у «Жетису», з яким виграв турнір Першої ліги сезону 2017 року.
На почтаку 2018 року Танжариков як вільний агент перейшов до клубу Прем'єр-ліги «Актобе», таким чином повернувшись до свого рідного клубу. Разом з «Актобе» Адільхан також пограв у Першій лізі у сезоні 2020 року.

## Досягнення
Жетису
- Переможець Першої ліги: 2017

Актобе
- Переможець Першої ліги: 2020
- Володар Кубка Казахстану: 2024